# Przecza
Przecza (deutsch Arnsdorf) ist eine Ortschaft in der Gemeinde Lewin Brzeski im Powiat Brzeski der Woiwodschaft Opole.

## Geographie

### Geographische Lage
Przecza liegt im Westen der historischen Region Oberschlesien. Der Ort liegt fünf Kilometer südöstlich vom Gemeindesitz Lewin Brzeski (Löwen), 25 Kilometer südöstlich von der Kreisstadt Brzeg (Brieg) und 24 Kilometer nordwestlich von der Woiwodschaftshauptstadt Opole. Przecza liegt in der Nizina Śląska (Schlesische Tiefebene) am Rande der Dolina Nysy Kłodzkiej (Glatzer Neiße-Tal) hin zur Równina Niemodlińska (Falkenberger Ebene). Der Bahnhof Przescza liegt an der Bahnstrecke Opole–Brzeg.

### Ortsteile
Ortsteil von Przecza ist der Weiler Raski (Rauske).

### Nachbarorte
Nachbarorte von sind im Nordosten Skorogoszcz (Schurgast), im Osten Borkowice (Borkwitz), im Südosten Lipowa (Neuleipe), im Westen  Oldrzyszowice (Hilbersdorf) und im Nordwesten Lewin Brzeski (Löwen).

## Geschichte

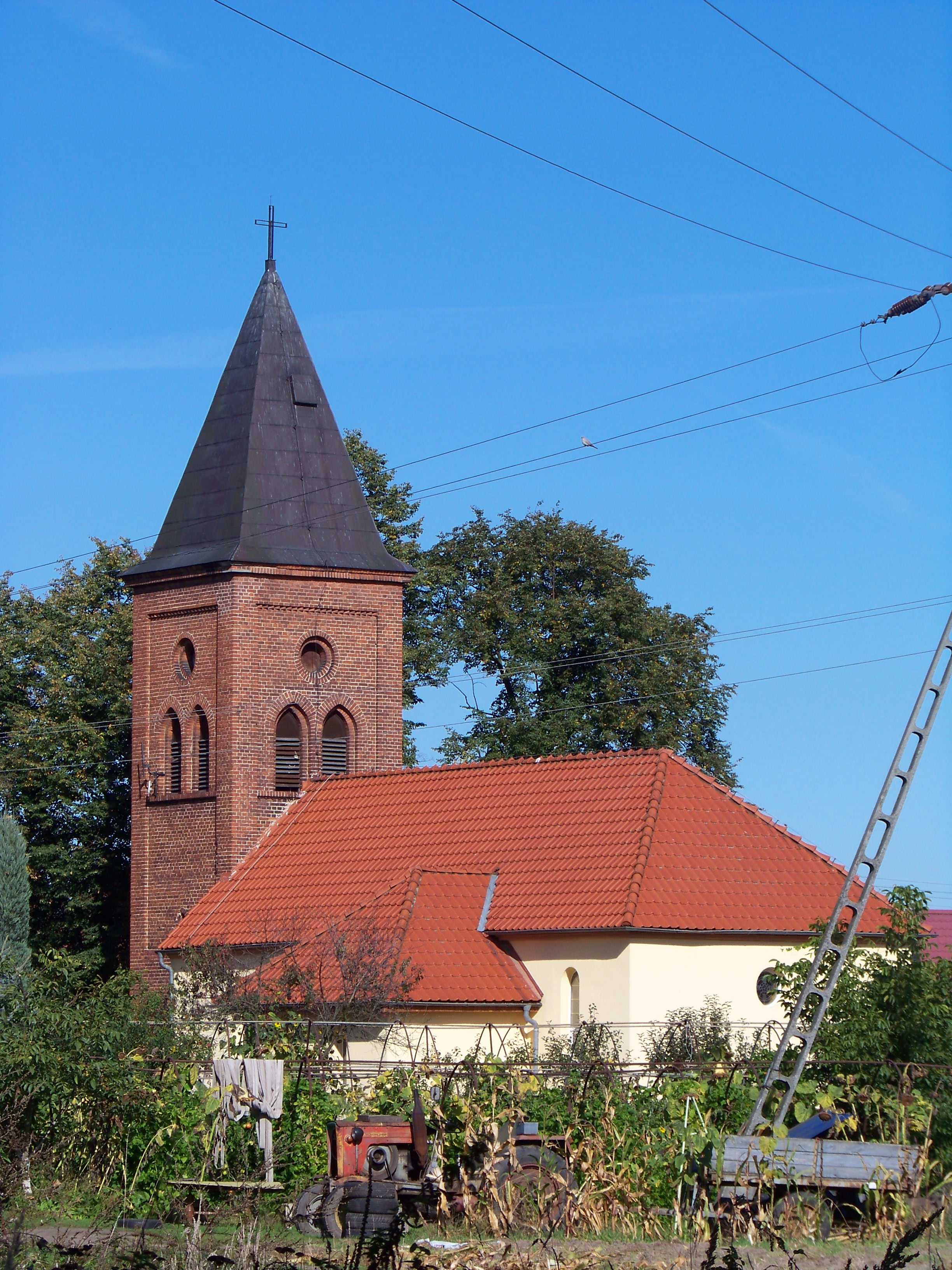
Kirche St. Barbara

Der Ort Arnsdorf wurde 1245 erstmals als Prseza urkundlich erwähnt. Weitere Erwähnungen des Ortes erfolgten um 1300 als Przida sowie 1350 als Arnoldi Villa. 1447 wird erstmals für das Dorf eine Pfarrkirche erwähnt.
Zwischen 1604 und 1786 gehörte das Dorf den Grafen Bees. 1614 erfolgte eine Erwähnung des Dorfes als Przytzke. Im Dreißigjährigen Krieg wurde das Dorf samt Pfarrkirche zerstört.
Nach dem Ersten Schlesischen Krieg 1742 fiel Arnsdorf mit dem größten Teil Schlesiens an Preußen.
Nach der Neuorganisation der Provinz Schlesien gehörte die Landgemeinde Arnsdorf ab 1816 zum Landkreis Falkenberg O.S. im Regierungsbezirk Oppeln. 1845 bestanden im Dorf ein Vorwerk und 32 Häuser. Im gleichen Jahr lebten in Arnsdorf 215 Menschen, davon 100 evangelisch. 1865 zählte der Ort 21 Gärtner und neun Häusler. 1874 wurde der Amtsbezirk Hilbersdorf gegründet, welcher aus den Landgemeinden Arnsdorf, Hilbersdorf, Klein Sarne, Rauske und Stroschwitz und den Gutsbezirken Arnsdorf, Hilbersdorf, Klein Sarne, Rauske und Stroschwitz bestand. 1885 zählte Arnsdorf 254 Einwohner.
1933 hatte Arnsdorf 325 Einwohner, 1939 zählte der Ort 296 Einwohner. Bis 1945 befand sich der Ort im Landkreis Falkenberg O.S.
Anfang Februar 1945 rückte die Rote Armee in Arnsdorf ein. Danach kam der bisher deutsche Ort unter polnische Verwaltung und wurde in Przecza umbenannt und der Woiwodschaft Breslau zugeordnet. Die deutsche Bevölkerung wurde am 1. Dezember 1945 in das Internierungslager Lamsdorf getrieben, wo 20 Bewohner des Dorfes starben. Die verbliebene deutsche Bevölkerung wurde im Juni 1946 vertrieben. 1950 kam der Ort zur Woiwodschaft Opole. Mit Abschluss des Zwei-plus-Vier-Vertrages endete die völkerrechtliche Verwaltung des Ortes und er wurde Teil Polens. 1999 kam der Ort zum Powiat Brzeski.

## Sehenswürdigkeiten
- Römisch-katholische St.-Barbara-Kirche